# Ritratto di ignoto
Il Ritratto di ignoto è un doppio dipinto a olio su tavola (31x20 cm) attribuito a Joos van Cleve, databile al 1521 circa e conservato nella Galleria degli Uffizi a Firenze.

## Storia e descrizione
L'opera, un pregevole esempio di ritrattistica di scuola fiamminga del primo Cinquecento, venne a lungo attribuita a Quentin Metsys, del quale si pensava fosse un autoritratto, e solo in tempi recenti venne assegnata a Joos van Cleve, per alcuni motivi stilistici quali i solidi piani costruttivi e le accentuate doti naturalistiche.
Il personaggio è ritratto di tre quarti, voltato verso destra, su uno sfondo verde scuro uniforme. I tratti fisiognomici sono tutt'altro che idealizzati e ricompongono con cura l'aspetto del giovane, dai capelli lunghi e leggermente crespi a caschetto, le sopracciglia folte, gli occhi espressivi, il naso a patatina, le labbra carnose. Con la mano si tiene chiusa la casacca scura sopra la camicia bianca e permette di mostrare l'anello d'oro con pietra, un oggetto che certifica il suo alto status sociale.
La forma centinata è tipica della ritrattistica fiamminga dell'epoca.